# آيزو/آي إي سي 7813
آيزو/آي إي سي 7813 (بالإنجليزية: ISO/IEC 7813)‏ هو معيار دولي مشفر من قبل المنظمة الدولية للمعايير واللجنة الكهروتقنية الدولية، ويُحدد خصائص المعاملات المالية مثل الصراف الآلي وبطاقة الائتمان.